# ماريوس ميشيل باشا
ماريوس ميشيل باشا (بالفرنسية: Michel Pacha)‏ هو مهندس معماري وشخصية أعمال فرنسي (وحمل سابقاً جنسية الدولة العثمانية)، ولد في 16 يوليو 1819 في Sanary-sur-Mer ‏ في فرنسا، وتوفي في 6 يناير 1907 في لا سين سور مير في فرنسا.